# سیارک ۸۵۷

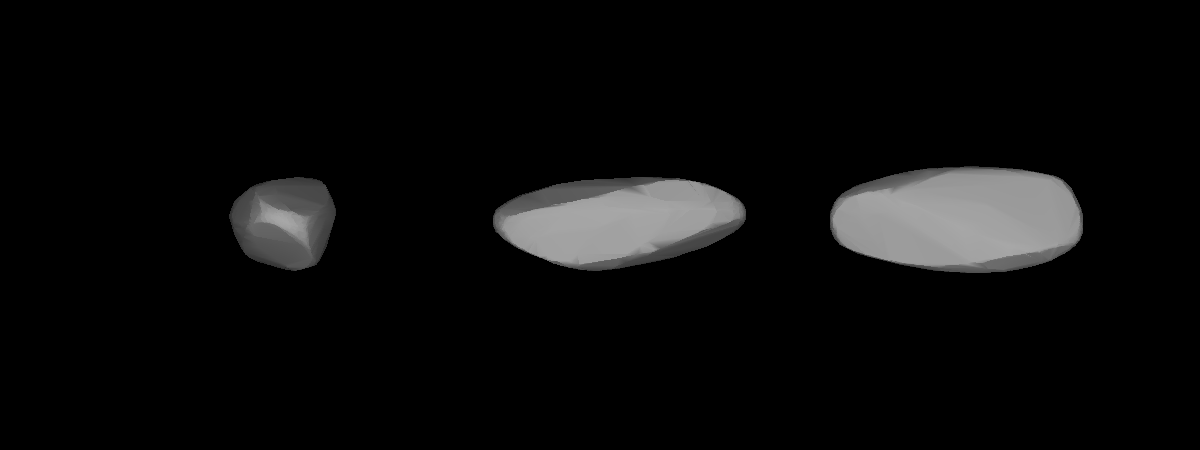
مدل سه‌بُعدی سیارک ۸۵۷ بر طبق منحنی نور آن

سیارک ۸۵۷ (به انگلیسی: 857 Glasenappia، نامگذاری:1916S33) هشتصد و پنجاه و هفتمین سیارک کشف شده‌است که در ۶ آوریل ۱۹۱۶ و در رصدخانه سایمیز کشف شد.
قدر مطلق سیارک برابر ۱۱٫۳۲ است.